# بايي دو لا لوار
بايي دو لا لوار (بالفرنسية:  تُنطق [اسمع في هذا المتصفح] Pays de la Loire)‏ أو بلاد أو أرض اللُوَار هي منطقة في وسط غرب فرنسا وعاصمتها هي نانت. تتكون هذه المنطقة من خمسة أقاليم وهي:

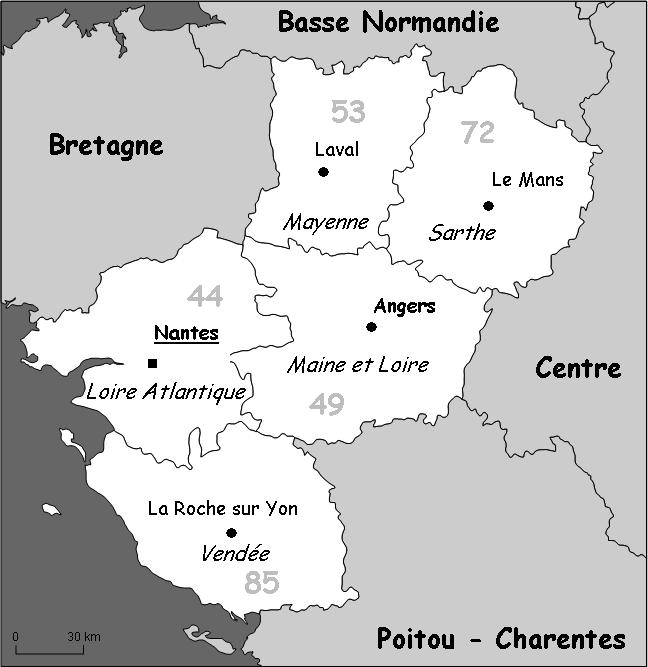
الخمسة أفاليم ومراكزها

- لوار الأطلسية رقم 44 ومركزه الإداري هي نانت
- مان ولوار رقم 49 ومركزه الإداري هي أنجيه
- ماين رقم 53 ومركزه الإداري هي لافال
- سارت رقم 72 ومركزه الإداري هي لو مان
- فونديه رقم 85 ومركزه الإداري هي لاروش سوريون.

تم تسمية هذه المنطقة لأن النهر لوار أو بعض من روافده تتدفق عبر الأقاليم التي تتألف منها.
تحيط بها كل من المناطق التالية: في الشمال الغربي برطانية, في الشمال نرمندية السفلى, في الشرق الوسط وادي اللوار, في الجنوب الشرقي بواتو شارنت. وفي الغرب تحدها المحيط الأطلسي.
لا تخلط بايي دو لا لوار التي منطقة إدارية مع وادي اللوار التي منطقة ثقافية. جزء واحد من ولاية ماين ولوار ، على طول نهر لوار ، من مونسورياو (وقلعة مونسورياو) إلى شالون-سور-لوار تم إدراجه في موقع تراث عالمي وادي اللوار عام 2000.

## توأمة
لبايي دو لا لوار اتفاقيات توأمة مع:
- شلسفيغ هولشتاين (1992 - )

## أعلام
- بيرنغاريا من نافارا
- بول بينو